# Coulée verte (Reims)
La Coulée verte de Reims, en France, est une promenade aménagée à l'emplacement de la voie de halage du canal de l'Aisne à la Marne sur une longueur de 18 km environ.

## Présentation
Existant depuis la création du canal, elle traverse l'agglomération rémoise. Aménagée au fur et à mesure, elle fut goudronnée, éclairée, pose de bancs et d'aires de sport. Elle longe les anciens bains de Reims, le port Colbert, le port de plaisance, la zone Farman.

## Parcours
Le début nord de la coulée verte est situé 5,6 km au nord de Reims au pont de la D944 en provenance de Laon, au quartier de La Neuvillette. La partie sud de la coulée verte s'étend sur 11,2 km et se termine à hauteur de Sillery

## Intérêt
Elle permet de traverser l'agglomération du nord vers le sud, elle est utilisée par la Via Francigena, par des associations sportives aquatiques comme les Régates rémoises et relie de nombreux parc et jardins.

## Galerie d'images

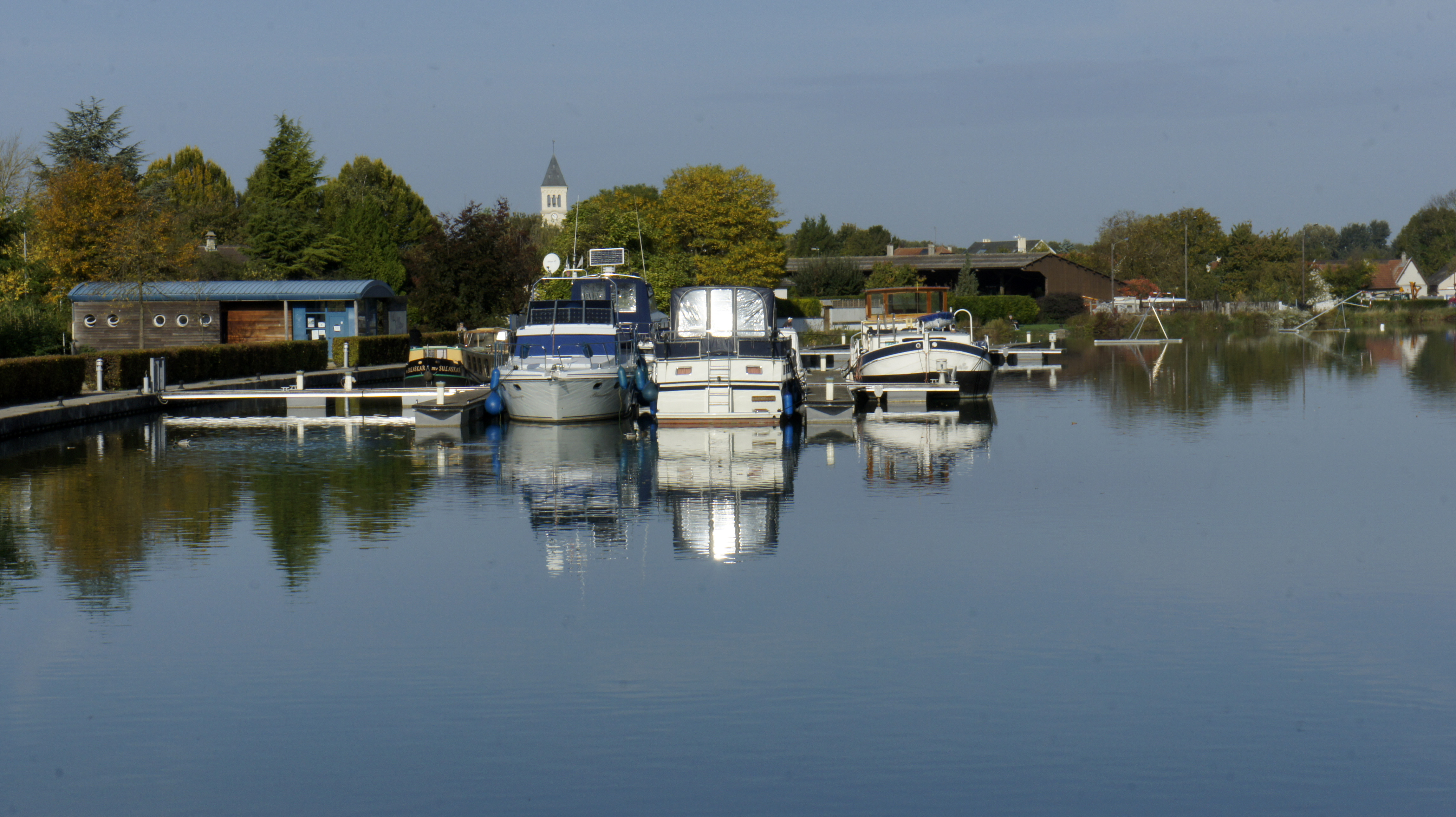
Le port de Sillery
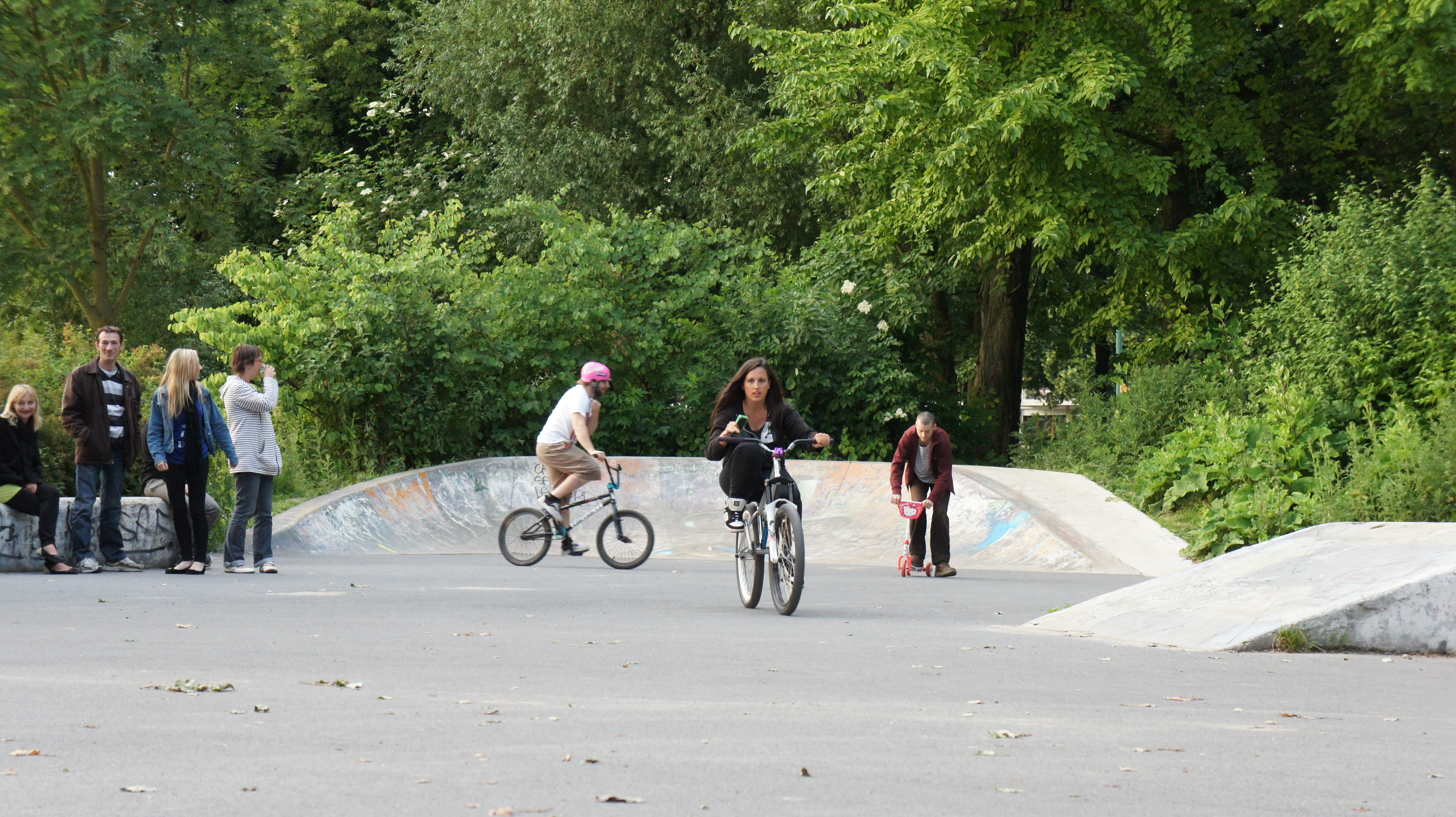
Skate park
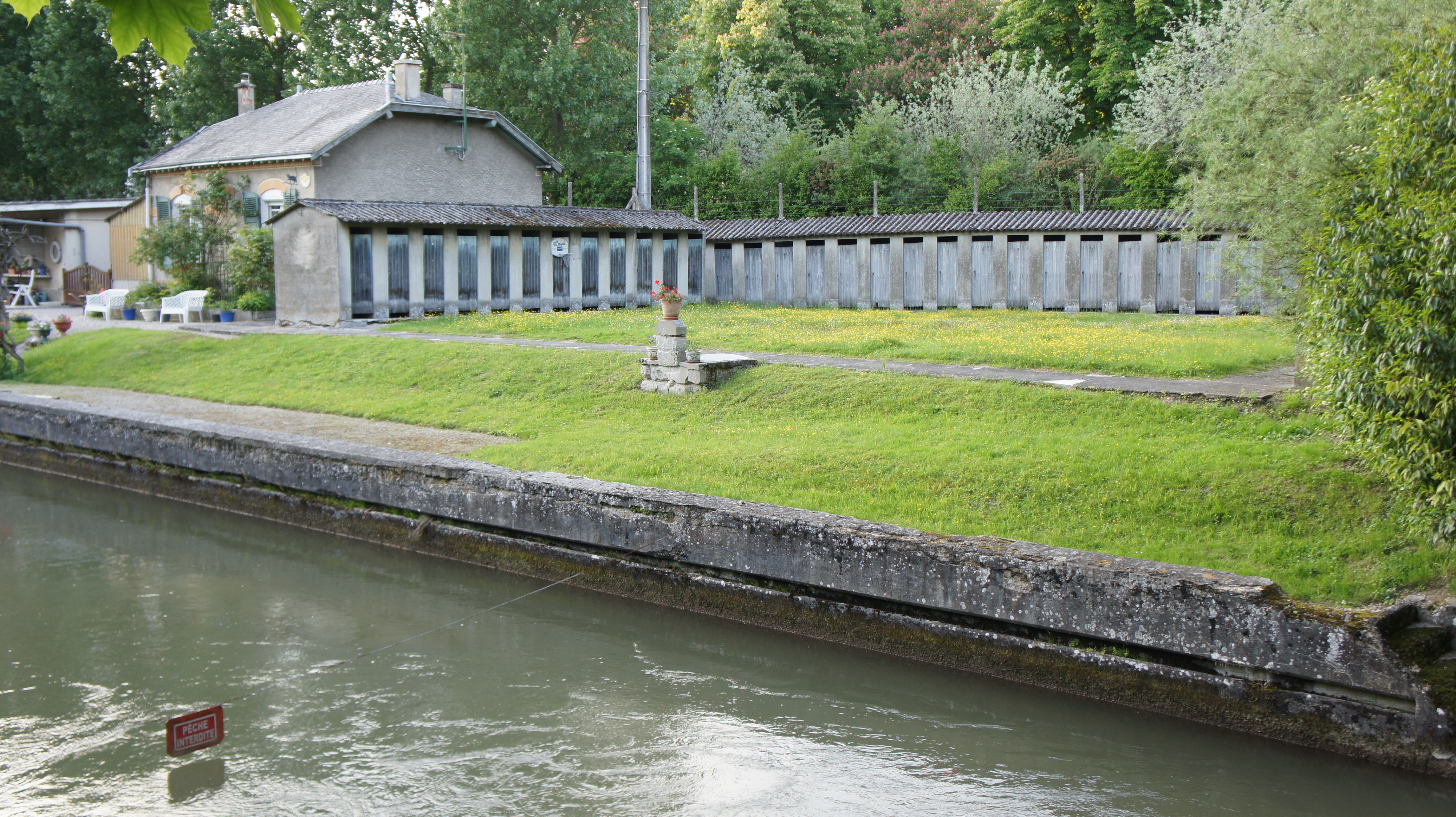
anciens bains
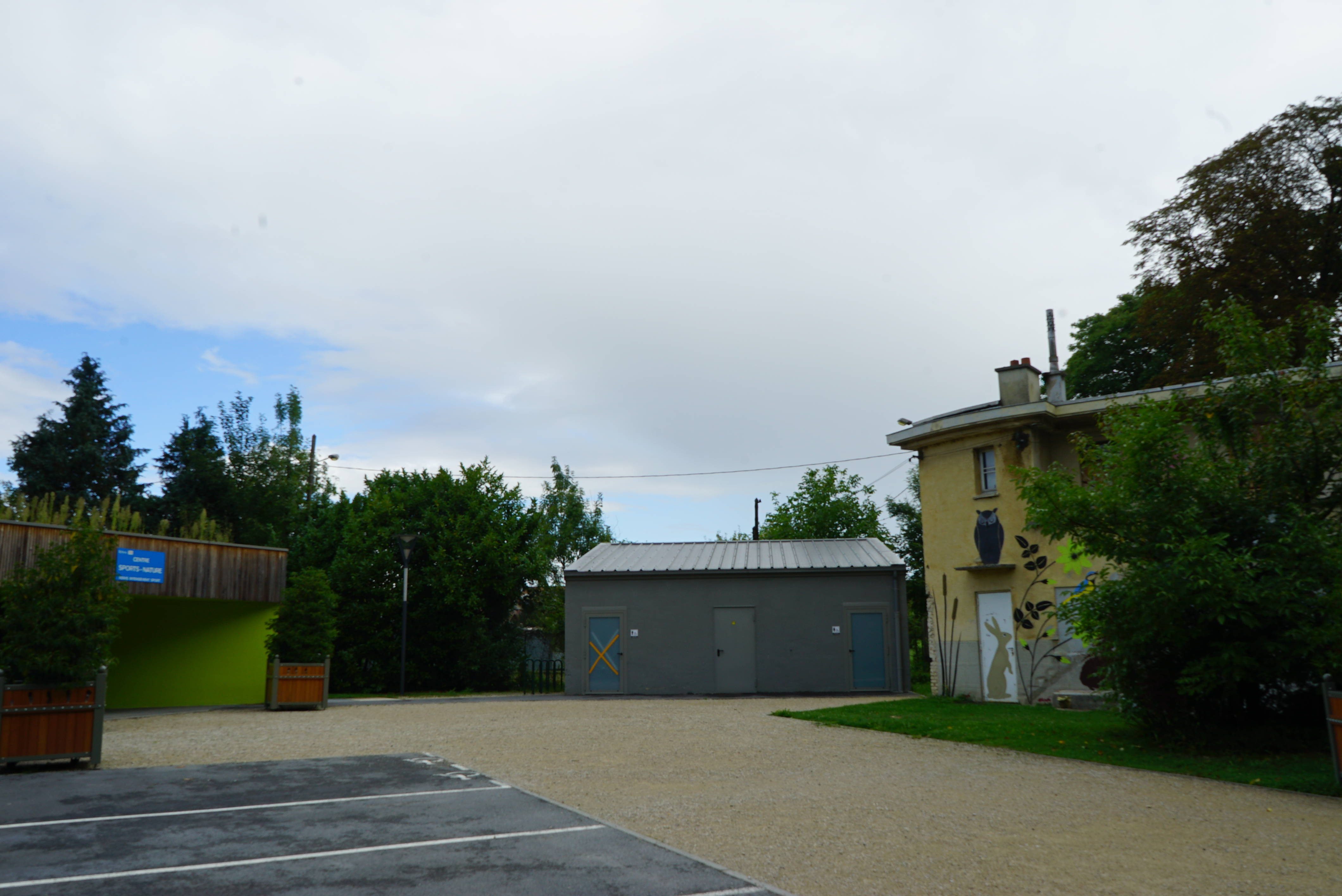
parc de la Cerisaie
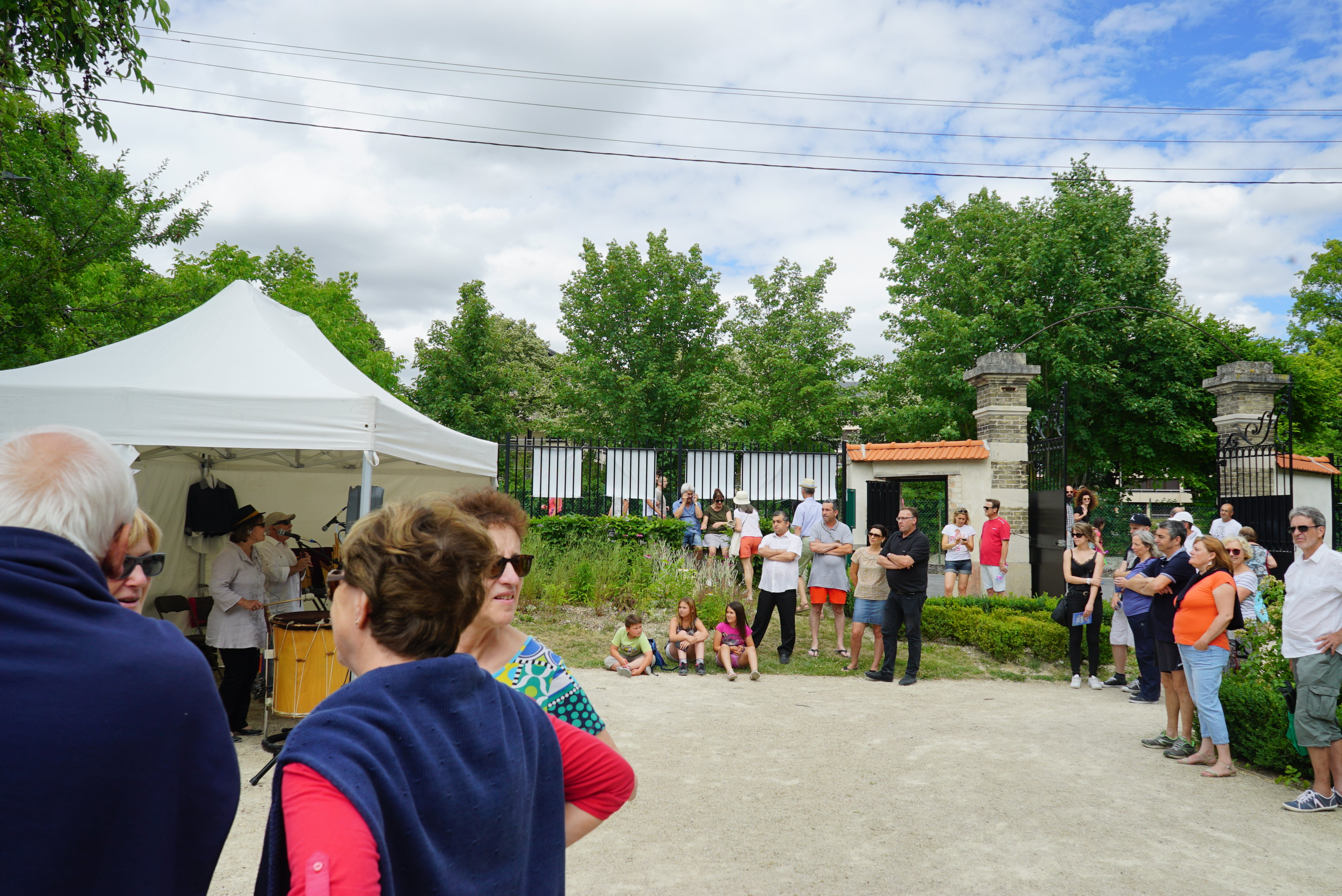
parc des grenouilles vertes.